# Найдовші слова
Найдовше слово в будь-якій мові залежить від правил словотворення кожної конкретної мови та від типів слів, дозволених до розгляду.
Аглютинативні мови дозволяють створювати довгі слова за допомогою складання. Існують слова, що складаються з сотень, а то й тисяч символів. Навіть неаглютинативні мови можуть дозволити словотворення теоретично безмежної довжини в певному контексті. Прикладом, загальним для багатьох мов, є термін дуже віддаленого предка, "пра-пра-... -дід", де префікс "пра-" може повторюватися будь-яку кількість разів. 
Систематичні назви хімічних сполук можуть сягати сотень тисяч символів. Правила створення таких назв зазвичай визначаються міжнародними органами, тому вони формально належать до багатьох мов. 
Найдовшу загальновизнану систематичну назву має білок тітин — 186 301 літера в українській та 189 819 літер в англійській мовах.  У той час, як лексикографи розглядають загальні назви хімічних сполук як словесні формули, а не слова, завдяки своїй довжині систематична назва тітину часто входить до списків із найдовшими словами.
| Максимум | Мова            |
| -------- | --------------- |
| 431 / ∞  | Санскрит        |
| 176 / ∞  | Польська        |
| 173 / ∞  | Грецька         |
| 136 / ∞  | Африкаанс       |
| 85       | Маорі           |
| 70 / ∞   | Турецька мова   |
| 64       | Ісландська      |
| 59       | Тагальська      |
| 56 / ∞   | Угорська        |
| 54       | Іспанська       |
| 53 / ∞   | Нідерландська   |
| 51 / ∞   | Данська         |
| 47       | Грузинська      |
| 46       | Малайська       |
| 45       | Англійська      |
| 44       | Румунська       |
| 44       | Словацька       |
| 41       | Чеська          |
| 40       | Литовська       |
| 39 / ∞   | Індонезійська   |
| 39       | Болгарська      |
| 35       | Узбецька        |
| 35       | Баскська        |
| 33       | Казахська       |
| 30       | Сербохорватська |
| 30       | Італійська      |
| 29       | Португальська   |
| 29       | Вірменська      |
| 27       | Албанська       |
| 27       | Французька      |
| 27       | Латвійська      |
| 26       | Словенська      |
| 26       | Монгольська     |
| 12 / ∞   | Есперанто       |

## Українська мова
В українській мові можна утворювати нескінченні слова за допомогою приростка -пра, що означає людину роду певної людини в минулому поколінні, наприклад: дід — прадід (батько діда), прапрадід — батько прадіда й так далі. Або за допомогою префіксів поза- і після- на позначення давності часу, поза...позавчора, після...післязавтра.

## Англійська мова
Іноді найдовшим словом в англійській згадується назва тітин — «methionylthreonylthreonylglutaminylalanyl … isoleucine» (189 819 букв). Найдовше слово, що означає нематеріальне поняття — pseudopseudohypoparathyroidism (30 букв), медичне поняття спадкової хвороби, яка характеризується одночасною наявністю ознак гіпер- і гіпопаратиреоїдизму: генералізованої остеопатії, тетанічних судом, гіпокальціємії гіперфосфатемії, підвищення лужної фосфотаза крові, гіпокальціурії. Найдовше слово, що не належить будь-якої професії — «antidisestablishmentarianism».

## Німецька мова
У німецькій мові дуже вільно створюються іменники. Найдовше слово — «rindfleischetikettierungsüberwachungsaufgabenübertragungsgesetz» (63 букви) — це безліч з'єднаних воєдино слів.
У книзі рекордів Гіннеса є слово «Donaudampfschiffahrtselektrizitätenhauptbetriebswerkbauunterbeamtengesellschaft» (79 букв), як найдовше надруковане слово в німецькій мові. Фактично воно означає назву якоїсь асоціації, однак жодного доказу існування в реальності такої асоціації немає, тому вважається, що це штучно створена назва для рекорду.

## Валлійська мова
У валлійській мові існує назва міста найдовше в Європі — Llanfairpwllgwyngyllgogerychwyrndrobwllllantysiliogogogoch. Цю назву було створено в 19 столітті.

## Естонська мова
Sünnipäevanädalalõpupeopärastlõunaväsimatus (46 літер) означає безмежну енергію недільного вечора після тижневого святкування дня народження.
Слово uusaastaöövastuvõtuhommikuidüll складається з 31 літери і означає ранкову ідилію після нового року.

## Есперанто
Есперанто має дуже продуктивний словотвір, що дозволяє створювати нескінченно довгі слова. Існують абсолютно осмислені слова, що мають у теорії нескінченне число букв, так, наприклад, avo — «дід» можна перетворити в pra-avo — прадід, pra-pra-avo, pra-pra-pra-avo і так до нескінченного додавання приставки pra-.
Найдовше зареєстроване слово в PIV2005 — «proviant-administraci-o»
слова, що з'являються в Tekstaro de Esperanto — «esperant-ist-oj-ideal-ist-oj», «ŝtat-impost-administr-ad-on» і «inter-lingvistik-ŝat-ant-oj» (23 літер
Ось деякі довгі корені слів Akademia Vortaro [eo] : administraci /, aŭtobiografi /, demonstrativ /, diskriminaci /, konservatori /, paleontologi /, paralelogram /, spiritualism /, spiritualist / і trigonometri / (у кожному 12 букв). Найдовший корінь не власного імені — kronostratigrafi / (16 букв), проте деякі корені, що спочатку вважалися монолітними, у PIV2005 розбиваються на дрібні, наприклад — otorinolaringologi / (18 букв).
Найдовше слово, що не описане в словнику, але має місце бути — «komenc-o-paleontologi-o-konservatori-a-ĉestr-iĝ-ont-ajn» (46 букв).

## Інші мови
- Чеська мова : nejneobhospodařovávatelnějšími
- Данська мова: Speciallægepraksisplanlægningsstabiliseringsperiode
- Давньогрецька мова: Лёпадотемахоселяхогалеокраніолейпсанодрімюпотріммато. . .
- Французька мова : Anémélectroreculpédalicoupeventombrosoparacloucycle
- Іспанська мова : pentakismyriahexakisquilioletracosiohexacontapentágono [en]
- Нідерландська мова: Kindercarnavalsoptochtvoorbereidingswerkzaamhedenplan
- Польська мова: dziewięćsetdziewięćdziesięciodziewięcionarodowościowego
- Португальська мова : anticonstitucionalissimamente
- Італійська мова : particolareggiatissimamente
- Санскрит : निरन्तरान्धकारित-दिगन्तर-कन्दलदमन्द-सुधारस-बिन्दु-सान्द्रतर-घनाघन-वृन्द-सन्देहकर-स्यन्दमान-मकरन्द-बिन्दु-बन्धुरतर-माकन्द-तरु-कुल-तल्प-कल्प-मृदुल-सिकता-जाल-जटिल-मूल-तल- मरुवक-मिलदलघु-लघु-लय-कलित-रमणीय-पानीय-शालिका-बालिका-करार-विन्द-गलन्तिका-गलदेला-लवङ्ग-पाटल-घनसार-कस्तूरिकातिसौरभ-मेदुर-लघुतर-मधुर-शीतलतर-सलिलधारा-निराकरिष्णु-तदीय-विमल- विलोचन-मयूख-रेखापसारित-पिपा ायास-पथिक-लोकान् (431 буква в транслітерації)
- Японська мова :グレートブリテンおよび北アイルランド連合王国
- Російська мова: тысячевосьмисотвосьмидесятидевятимикрометровый (46 букв), никотинамидадениндинуклеотидфосфат (34 букви)
- Узбецька мова: електрлаштіраолмаганлігінгдандірда (34 букв)